# 李遹
李遹（?—?），唐朝皇子，是唐代宗李豫第十七子。她的生母不详。
生年不详，从异母兄李迥生年推断，当在750年之后。大历十年（775年），李遹被父亲唐代宗封为循王，没有领节度使。循王李遹去世年份不详。有子平乐郡王、光禄卿李护。根据《唐故太子洗马杨府君夫人宝应县主陇西夫人墓志铭并序》可知循王有妃郑氏，第八女为宝应县主李氏，唐文宗时嫁太子洗马杨府君。

## 延伸阅读
[在维基数据编辑]
 《舊唐書·卷116》，出自刘昫《舊唐書》